# Frailea buenekeri
Frailea buenekeri là một loài thực vật có hoa trong họ Cactaceae. Loài này được W.R.Abraham mô tả khoa học đầu tiên năm 1990.